# Beverley Owen
Beverley Owen (született Beverley Ogg, néha Beverly Owen) (Ottumwa, 1937. május 13. – Londonderry, 2019. február 21.) amerikai színésznő.

## Élete és pályafutása
Leghíresebb szerepe a The Munsters című sorozatban Marilyn volt 1966-ban. Ezt a szerepet sosem szerette, kizárólag a szerződés miatt fogadta el, de a 13. rész után kiszállt a sorozatból, hogy férjhez menjen. Onnantól őt a sorozatban Pat Priest helyettesítette. 1971-től két évig az Another World című sorozatban szerepelt. Utána visszavonult a televíziótól, hogy színházban játszhasson.
Sanford Meisner tanítványaként New Yorkban élt, ahol a cambridge-i színház társulatának tagja. A Michigani Egyetemen szerzett BSc-oklevelet, de folytatta a tanulmányait a korai amerikai történelem témakörében, 1989-ben kapta meg végül a diplomáját ebből.

## Filmjei
- As the World Turns (1961–1964, tv-sorozat)
- The Doctors (1963, tv-sorozat, egy epizódban)
- Kraft Mystery Theater (1963, tv-sorozat, egy epizódban)
- Wagon Train (1963, tv-sorozat, egy epizódban)
- The Virginian (1964, tv-sorozat, egy epizódban)
- Golyót a gonosznak (Bullet for a Badman) (1964)
- The Munsters (1964, tv-sorozat, 13 epizódban)
- Another World (1971–1972, tv-sorozat)